# وینتیلا کوسینی
وینتیلا کوسینی (رومانیایی: Vintilă Cossini; ۲۱ نوامبر ۱۹۱۳ – ۲۴ ژوئن ۲۰۰۰) بازیکن فوتبال اهل رومانی بود.
از باشگاه‌هایی که در آن بازی کرده‌است می‌توان به باشگاه فوتبال راپید بخارست اشاره کرد.
وی همچنین در تیم ملی فوتبال رومانی بازی کرده‌است.